# Pantomime

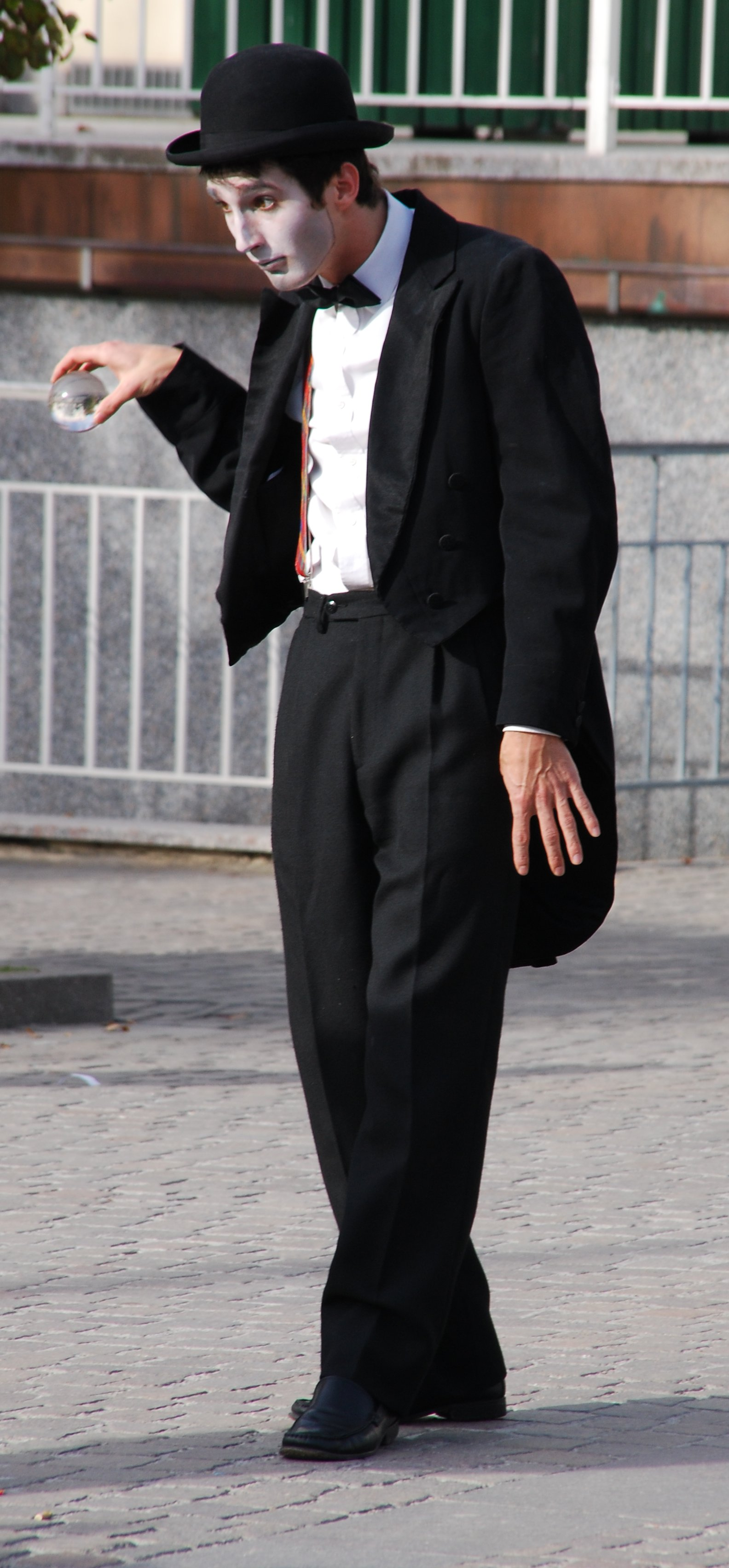
Ein Pantomime

Die Pantomime (von altgriechisch παντόμῑμος pantómīmos, wörtlich „alles nachahmend“) ist eine Form der darstellenden Kunst. Nach modernem Verständnis handelt es sich um körperlichen Ausdruck, also Mimik und Gestik, ohne Worte. Ein Künstler, der diese Form der Darstellung praktiziert, wird ebenfalls Pantomime genannt (der Pantomime, weibliche Form die Pantomimin). Äußerungen von Menschen, die sich nicht mit Worten ausdrücken können oder wollen, werden als pantomimisch bezeichnet.
Im Lauf der Geschichte werden recht unterschiedliche Kunstformen unter diesem Namen verstanden. Der antike Pantomimus war eine Art Tanz. Die erhaltenen Quellen erlauben es jedoch nicht, ihn exakt zu rekonstruieren.
Die in der Neuzeit als Pantomime bezeichneten Arten der Darstellung haben damit zu tun, dass das Drama bis zum 20. Jahrhundert als höchste Gattung der darstellenden Kunst betrachtet wurde und sich Darstellungsformen, die nicht in erster Linie literarisch waren, wie Tanz, Artistik oder auch Musik, um die Darstellung von Handlungen oder zumindest um ein bildhaftes oder allegorisches Motto bemühten. Daraus entstanden zahlreiche Mischformen von Künsten, die nicht auf dem Wort beruhen (und daher auch nicht der Theaterzensur unterworfen waren wie die literarischen Dramen). Die Musik löste sich schon seit dem 18. Jahrhundert vom Anspruch, Handlungen abzubilden, Tanz und Artistik folgten im späteren 19. Jahrhundert nach. Programmmusik, Handlungsballette und Zirkuspantomimen existieren aber vor allem in ihren populären Ausformungen bis heute. Darbietungen von Clowns enthalten pantomimische Elemente.
Als Gegenbewegung zum Ursprung der Pantomime aus Tanz und Zirkusartistik, den man noch im Stummfilm erkennt (der eine enge Verbindung zu den Varieté- oder Vaudeville-Nummern seiner Zeit hatte), hat sich eine karge, aufs Wesentliche beschränkte „autonome“ Pantomime als moderne Kunstform entwickelt. Gelegentlich wird diese Pantomime mit anderen Theaterformen verbunden, zum Beispiel beim Schwarzen Theater, seltener auch im Schwarzlichttheater.

## Geschichte

### Ursprünge

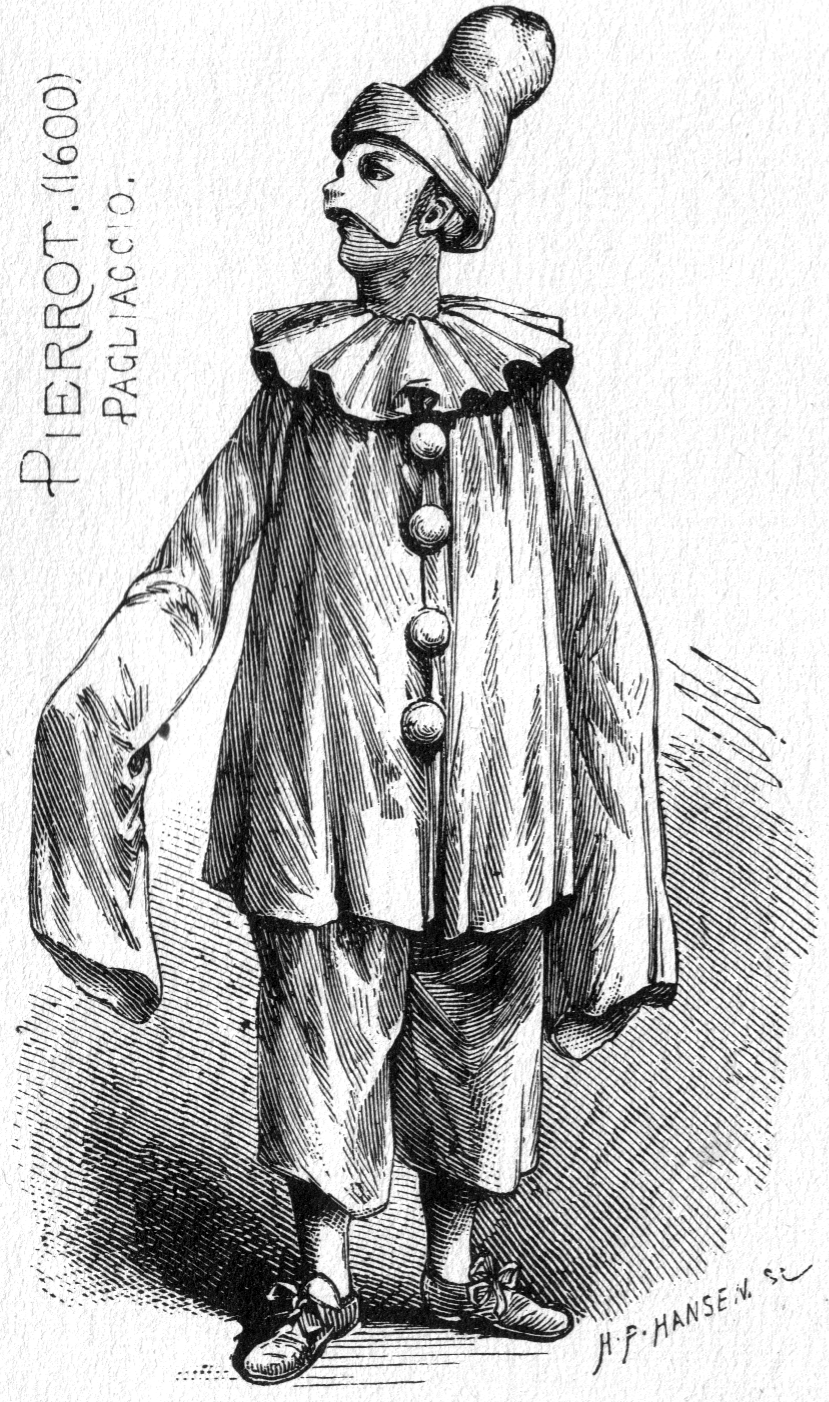
Pierrot/Pagliaccio, um 1600

Im Theater der römischen Antike war der Pantomimus eine Art virtuoser Solotänzer. Die römische Pantomime war weit verbreitet, bis das Christentum alle Formen öffentlicher Aufführungen verbot. Dies war jedoch nicht das Ende des Pantomimus. Besonders im byzantinischen Reich war diese Form von der Spätantik bis zum Ende des Mittelalters immer noch weit verbreitet.
Seit der Neuzeit wurde immer wieder versucht, verschiedenste Theaterformen durch Berufung auf die Antike zu rechtfertigen. Mit der Commedia dell’arte, dem italienischen Stegreiftheater der Renaissance, entstand seit dem 16. Jahrhundert eine neuzeitliche Form der Pantomime, die sich über den Umweg der europäischen Metropole Paris auf der ganzen westlichen Welt verbreitete. Wenngleich hier Sprache verwendet wurde, hatten nicht nur Masken wie die Figuren des Pagliaccio oder Pedrolino (wird zu Pierrot) oder des Arlecchino (wird zu Harlekin) Einfluss auf die spätere Pantomime, sondern das Bewegungsrepertoire, das zu diesen Typen gehörte, mitsamt den improvisierten Lazzi.
Mit dem Begriff der Pantomime verbunden ist die Vorstellung einer allgemeinen Verständlichkeit über Sprachgrenzen und Standesgrenzen hinweg. In diesem Sinne hatten auch die englischen Wanderschauspieler, die Kontinentaleuropa seit etwa 1600 bereisten, ohne die Sprachen in den von ihnen besuchten Ländern zu beherrschen, Anteil an ihrer Entwicklung. Sie nahmen Einflüsse der Commedia dell’arte auf.

### 18. Jahrhundert
Als populäres Gegenstück zum höfischen Ballett wurde im 18. Jahrhundert eine getanzte Form der Commedia dell’arte üblich, die man Pantomime nannte. Überall in Europa gab es Tanzkompanien, die diese sehr musikbetonten Stücke, oft mit vielen Kostümwechseln und Verwandlungen auf der Bühne, präsentierten.
Im Pariser Jahrmarktstheater entstand die stumme Pantomime, weil die offiziellen Pariser Theater aus Angst vor der wirtschaftlichen Konkurrenz dieser modischen Spielstätten zeitweise ein Textverbot für sie durchsetzen konnten. Die Comédie-Française, die im Kern noch das Theater-Repertoire der französischen Klassik aufführte und ein Theater des französischen Hofstaats war, wachte eifersüchtig über ihr Privileg auf das gesprochene Wort auf der Bühne. So kam die Pantomime in den Ruf, eine Kunst der Machtlosen und Ungebildeten zu sein.

#### Ästhetische Vorstellungen
In der Ästhetik des 18. Jahrhunderts, in einer gehobeneren gesellschaftlichen Sphäre, hatte die Pantomime eine andere Funktion. Sie sollte nach dem Tod des tanzenden Königs Ludwig XIV. 1715 die zunehmende Loslösung von den französischen Hofsitten rechtfertigen, die Tanz und Theater instrumentalisierten. Sie symbolisierte eine Bewegung ohne Benimm-dich-Regeln. Die Befreiung von den regulären Schritten des Gesellschaftstanzes, vom einengenden Korsett des Operngesangs, von den Posen und Deklamationsregeln der tragischen Schauspieler, all das wurde mit Vorliebe Pantomime genannt, die als Vision grenzenloser Freiheit, Wahrheit und Natürlichkeit erschien und sich zudem noch auf die Antike abstützen ließ. Von Jean-Baptiste Dubos (Réflexions critiques sur la poésie et la peinture, 1719) über Denis Diderot (De la poésie dramatique, 1758) bis Johann Georg Sulzer (Allgemeine Theorie der Schönen Künste, 1771) gibt es zahlreiche Äußerungen in die Richtung, dass die Pantomime den Menschen zur Natur hinführe.
Johann Jakob Engel fasste in seinen Ideen zu einer Mimik (1786) manche Tendenzen des Jahrhunderts zusammen. Eine Leitidee war der Glaube daran, dass die wortlosen Künste Gestik und Mimik im Unterschied zur wortreichen und manipulierenden Rhetorik das „Innere der Seele“ unverstellt spiegeln. Dann wären Gestik und Mimik nach damaliger Vorstellung nicht Kunst, sondern Natur. Sie wären nicht machbar, sondern würden unwillkürlich aus dem Innern des begnadeten Künstlers hervorbrechen. Der sprachliche Ausdruck war dagegen eher dem Verdacht der Täuschung und Verstellung ausgesetzt. Diese Vorstellungen zeigen sich etwa in den pantomimischen Szenen von August von Kotzebues Menschenhass und Reue (1789). Die theoretische Diskussion lässt sich nicht von ihrem gesellschaftlichen und politischen Umfeld trennen. Die Pantomime der Jahrmärkte war gerade deshalb in Mode, weil sie „aus der Gosse“ kam und ursprünglich gering geschätzt wurde, so wie es bis heute bei vielen Tänzen oder Musikstilen der Fall ist.

#### London und Paris
In England hingegen war die „Glorious Revolution“ 1688 schon geschehen und die populäre Theaterkunst deshalb weiter fortgeschritten als auf dem Kontinent vor der französischen Revolution 1789, wo sie mit zahlreichen Einschränkungen zu kämpfen hatte. Der Ballettmeister John Weaver rechtfertigte tänzerische Innovationen mit seinem Traktat History of the Mimes and Pantomimes (1728), das große Ausstrahlung hatte. Er wird oft als Begründer des englischen Balletts und der englischen Pantomime bezeichnet. Im Pariser Jahrmarktstheater wurde die Pantomime als Kampf gegen die Privilegien der Hoftheater betrachtet.
Der französische Tänzer und Choreograf Jean Georges Noverre stützte sich bei seinen Reformen des Hoftanzes unter anderem auf Weaver. Er löste durch „natürlichere“ Bewegungen den Bühnentanz vom Gesellschaftstanz und schuf das Handlungsballett (ballet en action). Aber auch er orientierte sich wohl nicht an der Theorie seiner Zeit, sondern an den populären Pantomimen der Jahrmärkte oder den gastierenden englischen Schauspielern wie David Garrick.
Das Aufstreben der Pantomime nach der französischen Revolution hat vor allem mit der strengen Theaterzensur zu tun, die Aufführungen ohne Text, also ohne die Gefahr politischer Äußerungen, stark begünstigte. Der Begriff Pantomime wird auch deshalb mit einer subtilen Gesellschaftskritik in Verbindung gebracht.

### 19. Jahrhundert

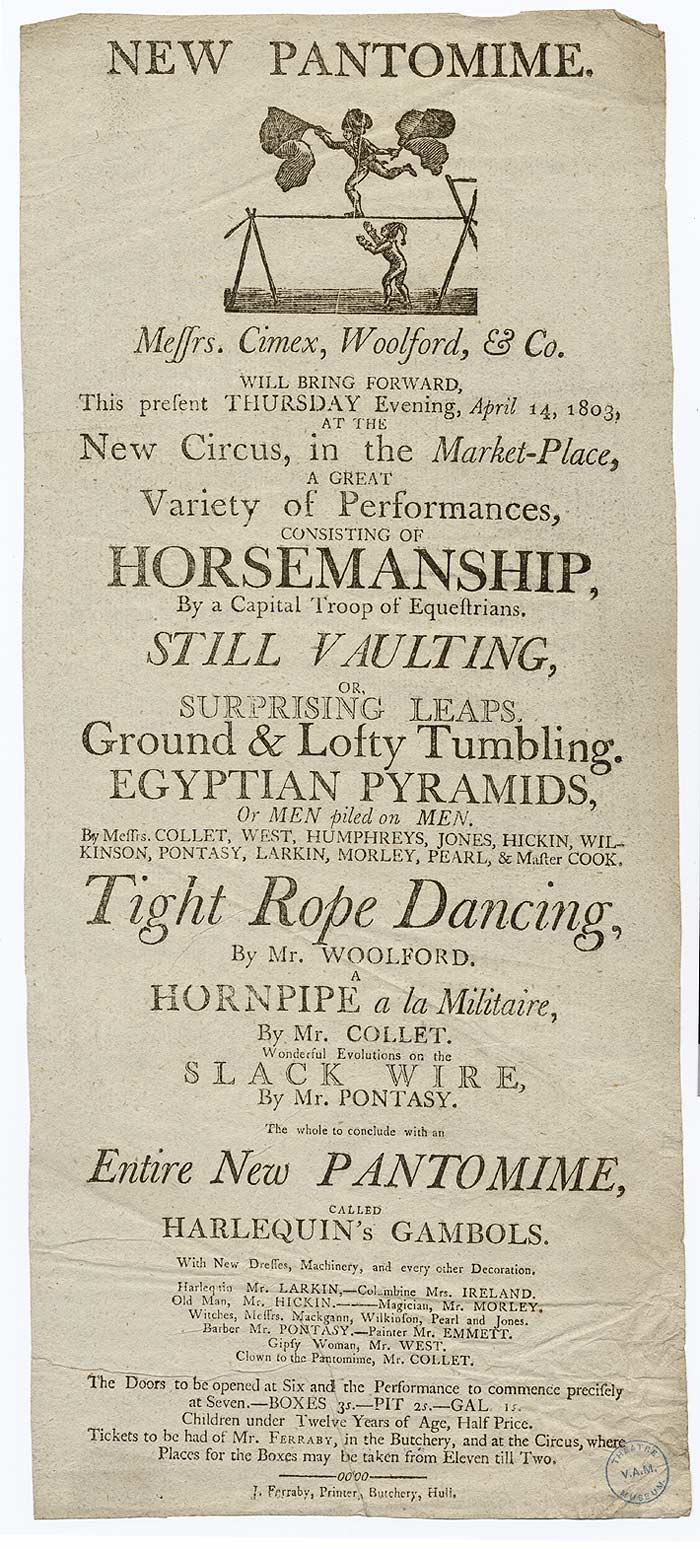
Pantomime als Nachspiel einer Zirkusveranstaltung, 1803

#### Pantomime und Volkstheater
Die Pantomime im sogenannten Volkstheater war noch im 19. Jahrhundert ein Gegenstück zum höfischen Ballett und wurde in Theatern aufgeführt, denen keine tragischen Ballette gestattet waren, wie dem Theater in der Leopoldstadt Wien (siehe Der siegende Amor, 1814). Ein wichtiger „Pantomimenmeister“ war etwa Louis Milon am Pariser Théâtre de l’Ambigu-Comique. Von dieser Ballett-Pantomime stammt die sogenannte „englische Pantomime“ ab, die in Joseph Grimaldi (dem Erfinder des Clowns) einen berühmten Interpreten hatte. Noch bis ins 20. Jahrhundert hinein bildeten Theateraufführungen auch das Kernprogramm der Zirkusse.

#### Pantomime und Malerei

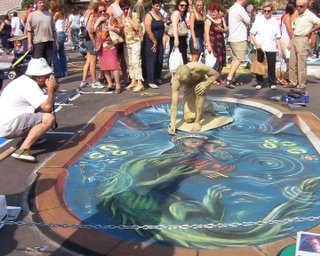
Pantomime Pablo Zibes und Malerei

Eine Verbindung zwischen Malerei und Pantomime hatte bereits Diderot behauptet (Dorval et moi, 1757), und daraus wurde im 19. Jahrhundert eine eigene Kunstgattung. „Lebende Bilder“ und Attitüden, die sich aus dem Posieren für Gemälde oder Fotos entwickelten und die etwa Emma Hamilton oder Henriette Hendel-Schütz kultivierten, wurden mitunter auch „Pantomimen“ genannt. Der Rhetoriklehrer François Delsarte erforschte und lehrte die „natürlichen“ Körperhaltungen, die er für eine Grundlage jeder sprachlichen Äußerung hielt. Das Delsarte-System hatte vor allem um 1900 herum großen Einfluss.

#### Pantomime und Sport
Eine enge Verbindung mit der weiteren Entwicklung der Pantomime hatte das Turnen seit Beginn des 19. Jahrhunderts, das damals noch mehr theatralische Elemente enthielt als heute. Noch der moderne Pantomime Jacques Lecoq hat als Turner begonnen und Jean-Gaspard Deburau war ein Meister im Stockkampf. Außerdem gehört das Fechten seit dieser Zeit zu den Fähigkeiten eines Schauspielers: Er sollte Standespersonen authentisch darstellen und sich selbst in Ehrenhändeln verteidigen können. Später wurde es zwar zur „sinnfreien Leibesübung“, wird aber aus Gründen der Körpererziehung in der Schauspielerausbildung bis heute beibehalten.

#### Pariser Boulevardtheater

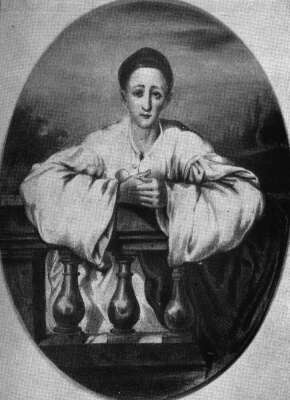
Jean-Gaspard Deburau um 1830

Die Boulevardtheater auf dem Pariser Boulevard du Temple durften sprechende und singende Darsteller auf der Bühne nur sehr eingeschränkt verwenden, weil sie damit die Privilegien der Pariser Oper und der Comédie-Française verletzten. Das Théâtre de la Porte Saint-Martin etwa befand sich immer wieder im Kampf mit den Behörden. So konnten es die „Grotesktänzer“, wie die komischen Tänzer damals genannt wurden, mit den führenden Darstellern aus Oper und Schauspiel aufnehmen. Charles-François Mazurier im Porte Saint-Martin oder Jean-Baptiste Auriol im Cirque Olympique waren die Stars von Bühne und Manege.
Deburau auf dem Boulevard du Temple gilt dagegen als Erfinder der modernen, feinen und poetischen Pariser Pantomime, die große Beachtung in der Französischen Romantik fand. Er schuf die Figur des poetischen, melancholischen Pierrot: Er durfte auf der Bühne nicht sprechen, weil das Théâtre des Funambules keine Lizenz dazu besaß. Dem Künstler Deburau wurde in Marcel Carnés Film Kinder des Olymp (1943/45) in der Darstellung von Jean-Louis Barrault ein Denkmal gesetzt.
Das Melodram in jener Zeit enthält oft pantomimische Hauptrollen, zum Beispiel Der Hund des Aubry (1814) oder Die Waise und der Mörder (1816), Yelva, die russische Waise (1828). Auf die Oper übertragen wurde dieses Prinzip in Die Stumme von Portici (1828), in der die stumme Figur sozialkritische Sprengkraft besaß, was sich in der belgischen Revolution von 1830 bestätigte. Ein stummes Wesen schien nicht Theater zu spielen, sondern unverstellt und natürlich zu sein. Die stumme Rolle als sympathische und hilflose Figur hat sich bis zum modernen Filmmelodram erhalten.

### 20. Jahrhundert

#### Populärkultur und Avantgarden
Artisten-Karrieren wie die von Carl Godlewski zeigen, dass auch nach 1900 die Grenzen zwischen Pantomime, Zirkusakrobatik und Tanz fließend waren, selbst auf höchstem Niveau. Dies erschien manchen Künstlern jedoch unbefriedigend. Die Pantomime des 20. Jahrhunderts, die auf Étienne Decroux zurückgeht (auch er gehörte zu den Darstellern in Kinder des Olymp), ist nicht nur von der Kleinkunst der Music Hall und von den Schauspieltechniken im Stummfilm beeinflusst, sondern auch von Reformversuchen des Balletttanzes, die bei François Delsarte (siehe auch das 19. Jahrhundert) ihren Anfang nehmen und in den sogenannten Ausdruckstanz von Emil Jaques-Dalcroze oder Rudolf von Laban münden. Labans Bewegungsexperimente auf dem Monte Verità haben eine weite Beachtung gefunden. So formte sich bis nach dem Ersten Weltkrieg eine Art des Bewegungstheaters, das weder Ballett noch Gesellschaftstanz war.

#### Decroux und die folgende Generation

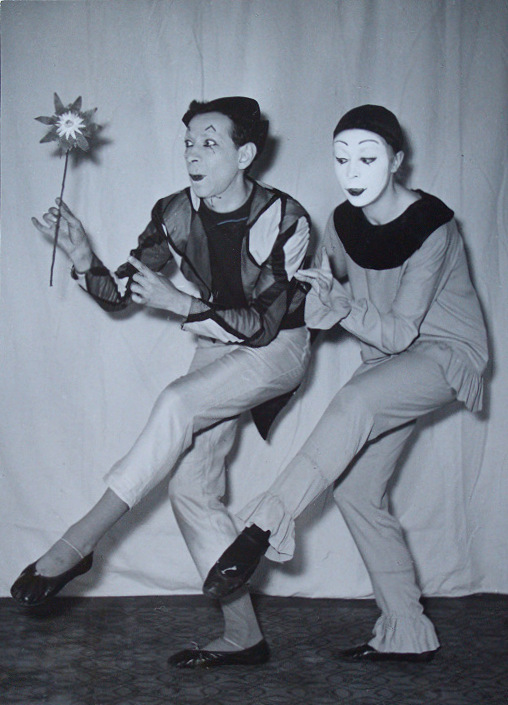
Jean und Brigitte Soubeyran in „Im Zirkus“, Pantomime, 1950er-Jahre

Etienne Decroux ging bei Charles Dullin in die Lehre, jedoch wandte er sich von der Pantomime ab und gründete sein eigenes Schema, das er die „bewegte Statue“ nannte bzw. im Französischen „mime statuaire“. Mit dieser neuen Ausdrucksmöglichkeit wollte Decroux sich von den bisherigen Praktiken distanzieren und den Körper als bloßes Material von der Last der Fabel/Erzählung und der Rollenpsychologie befreien. Der Körper sollte „alleiniges Instrument szenischer Gestaltung“ werden. Paul Pörtner schrieb dazu: „Der Ausgangspunkt dieser neuen ‚Mimen-Schule‘ war die Befreiung des Schauspielers von der naturalistischen Überladenheit mit Kostüm, Requisiten und eine Bewußtmachung der wesentlichen Ausdrucksmittel der Haltung und Geste, des körperlichen Mimens statt nur der auf das Gesicht beschränkten Mimik“.
Handlungs- und Erzähldramaturgien waren für die Arbeit von Decroux nebensächlich. Der Aspekt, dass die Geste quasi analog zu Worten sei, war Decroux zuwider. So schrieb er: „Der Darsteller soll technisch und formal in den Stand versetzt werden, seinen Leib nur als Werk zu präsentieren ohne sich selbst in ihm zu zeigen“. Um dies auch tatsächlich umsetzen zu können, hatte Decroux zwei weitere Forschungsgebiete: die Bewegungsisolation und das Gleichgewicht als technisch formale, gymnastische Anforderung. Decroux erklärte den vom Tänzerischen und Artistischen weitgehend gereinigten „mime pur“ zur Grundform der Pantomime (siehe auch Mime corporel dramatique) und gründete in den 1930er-Jahren die erste Pantomimenschule in Paris. Zu seinen Schülern gehörten Jean-Louis Barrault, der die Pantomime ins Schauspiel integrierte, und Marcel Marceau, der sie im Laufe seiner Karriere immer mehr zu einer Soloauftrittskultur perfektionierte.
Decroux’ Auffassungen deckten sich mit Bestrebungen mancher Theaterreformer nach dem Ersten Weltkrieg wie zum Beispiel Max Reinhardt, Bertolt Brecht und Meyerhold, die auch das Schauspiel auf einen klaren körperlichen Ausdruck reduzierten, der nicht naturalistisch, sondern stilisiert sein sollte. Neue Ideen für die Pantomime kamen von den asiatischen Martial arts.

#### Künstler, die mit der Pantomime begannen und neue Wege gingen
Um Lecoq und seine Theorien besser verstehen zu können, ist es wichtig zu erfahren, wo er begann und wer sich zu dieser Zeit ebenfalls mit Ausdrucksformen des Körpers auseinandersetzte. Die zwei Theoretiker, die hier hinzugezogen werden sollen, sind Marcel Marceau und Etienne Decroux. An diesen beiden Künstlern ist interessant, dass Lecoq und seine Ideen genau in der Mitte zwischen den beiden Männern Marceau und Decroux anzusiedeln sind. Allen ist gemein, dass die Basis ihrer Arbeit die Pantomime war.
Während Marceau bestrebt war, eine reine Pantomime zu schaffen, wollte Decroux eine völlig neue revolutionäre Ausdrucksform des Körpers schaffen, die sich klar vor allem von der Pantomime distanzieren wollte, was insofern interessant ist, da Decroux, wie Marceau bei Dullin seine Ausbildung gemacht hatte. Lecoq wiederum bezog sich in seinen Ideen zwar auf die Pantomime, führte seine Gedanken jedoch weiter zur Formensprache und zu den natürlichen Bewegungen.
Marceau beschreibt in einem Interview mit Herbert Jehring, dass seine erste Begegnung mit der Pantomime durch Charlie Chaplin erfolgte und die Faszination an dieser Mitteilungsweise ihn ein Leben lang begleiten sollte. Marceau lernte in der Schule von Charles Dullin und spielte in dessen Schauspieltruppe. Mit 24 Jahren entwickelte Marceau, nach einigen Jahren Erfahrungen im Sprechtheater, die Figur des Bip: „Ich nahm ein gestreiftes Trikot, eine weiße Hose, einen Hut mit einer Blume – und vor dem Spiegel stand Bip.“ Marceau beschreibt im Weiteren, dass er einen „Volkshelden“ schaffen wollte, in dem sich jeder finden könne. Über die durchweg positive Resonanz seiner Kunst sagte er, dass „die Stille Sprache ein tiefes Bedürfnis“ in den Menschen wäre.
Marceau führt den Begriff „Le Mime“ ein; dieser Begriff beschreibt die „Identifizierung des Menschen mit der Natur und den Elementen“. Er bezieht sich damit auf die Tradition, die bereits seit der Antike in Gebrauch ist; er schreibt der Mimik eine große Ausdrucks- und Bedeutungskraft zu. Durch die Schminke werden die Gesichter zu Masken wie es schon bei den Griechen üblich war. Auch betont er, dass der Künstler bestimmte Körperbeherrschung haben muss, die akrobatischen Fähigkeiten ebenbürtig sein sollten. Im Laufe der Zeit formte er zahlreiche Stilübungen. Eine seiner bekanntesten Übungen ist „Jugend, Reife, Alter, Tod“. Diese führt er alleine auf einer Bühne ohne jegliche Requisiten auf, manchmal in der Rolle des Bip, oder musikalisch begleitet.
Bei Jacques Lecoq sind Elemente beider Künstler, Decroux und Marceau, in seiner Arbeit und seinem Text „der poetische Text“, der hier die Grundlage dieses Abschnitts sein soll, zu finden. Die Formensprache oder „mimodynamische Arbeit“ behandelt die Thematik des Umgangs mit unbelebten Objekten und deren Darstellungsweise. Lecoq sagte, ähnlich wie Decroux, dass es nicht Sinn der Sache ist, die Worte durch bloße Nachahmung wiederzugeben, sondern es geht ihm darum, die Essenz der Worte bzw. der Objekte wiederzugeben, und dies ohne Behelfsmittel wie Requisiten. Dieser Aspekt des puristischen ist sowohl bei Marceau als auch bei Decroux zu finden und erscheint dadurch als besonders wichtiger Punkt ihrer Arbeit. Weiter ist es Basis von Lecoqs Theorie, dass jede Bewegung einen Sinn hat bzw. einer Bewegung Sinn verliehen werden müsse. Um den Bedeutungshorizont einer Bewegung erfassen zu können, müssen die einzelnen Körperteile isoliert betrachtet werden, ähnlich wie Decroux es in seinem Werk beschrieben hat. Um die Bedeutung einer Bewegung auch richtig übermitteln zu können, ist es Lecoq wichtig, anzumerken, dass der Körper ein reines Transportmittel ist und selbst im Hintergrund zu sein hat. Hier unterscheidet sich Lecoq von Decroux, dem der dramatische Gehalt einer Bewegung als nebensächlich erscheint und der den Körper in den Fokus der Aufmerksamkeit stellt.
In seiner Forschung über die Körperbewegungen hat Lecoq drei natürliche Bewegungen herausgefiltert, die die Grundlagen seiner Arbeit mit dem Körper darstellt: die Wellenbewegung, die umgekehrte Wellenbewegung und die Entfaltung. Lecoq schreibt in seinem Werk: „Die Wellenbewegung ist der Motor aller physischen Anstrengungen des menschlichen Körpers.“ Die Wellenbewegungen haben noch vier Übergangshaltungen, die in Bezug auf Marceau interessant sind, denn sie symbolisieren bei Lecoq vier verschiedene Lebensalter, ähnlich den wie bei der oben erwähnten Stilübung von Marceau. So benennt Lecoq die Übergangshaltungen „die Kindheit, der Körper im Zenit, die Reife und das Alter“.
Jaques Lecoq, Theaterpädagoge, Schauspiellehrer und Pantomime, entwickelte während seiner Schaffenszeit als Praktiker der pantomimischen Kunst und mit dem Kontakt zur Arbeitsweise von Jacques Copeau seine weiterentwickelten bis hin zu eigenen Grundlagen und Techniken für seine Ausdrucksform des Pantomimen-Schauspiels, die er an seiner eigens gegründeten Schule lehrte und wo sie heute noch gelehrt werden.
Folgende Ausführungen basieren auf Auszügen seines verfassten Textes Der Poetische Körper:
Die anfängliche Arbeit findet in der Ausbildung gemäß Lecoq ohne Text statt. Die Konzentration richte sich an Erfahrungen und Erlebnisse der Schüler, welches als Grundlage für das Spiel diene. Diese sollen mittels ‚mimendem Körper‘ veranschaulicht werden. Werde dieses erzielt, können Schüler mithilfe von Imagination, neue Dimensionen und Räume erreichen, welches Lecoq als psychologisches Nachspielen bezeichnet. Um weitere Ebenen im Spiel erreichen zu können, benutzt Lecoq außerdem Masken.
Während obiger genannter Abläufe komme es zu einer intensiven Beschäftigung mit dem Innenleben, welches Lecoq als „zweite Reise im Inneren“ bezeichnet. Er beschreibt, dass diese zu einer „Begegnung mit dem verwesentlichten Leben“ führt, welches den „gemeinsamen poetischen Grund“ erreicht. Dieser bestehe aus „einer abstrakten Dimension aus Räumen, Licht, Farben, Materialien und Klängen“, die durch sinnlich wahrnehmbare Erfahrungen und Erlebnisse aufgenommen werde. Dieser Erfahrungsraum befindet sich laut Lecoq im Körper jedes Menschen und sind Grund für die Motivation, etwas (künstlerisch) zu schaffen. Das Ziel sei folglich das Leben nicht nur wahrnehmen zu können, sondern darüber hinaus, dem Wahrnehmbaren etwas hinzuzufügen. Er beschreibt, dass man beispielsweise bei einer Farbe weder Form noch Bewegung sehen kann, jedoch ruft die Farbe eine bestimmte Emotion in einem hervor, die zu einer Bewegung/Bewegtheit/Bewegtsein führt.
Ausgedrückt werden kann dieser Zustand durch „mimages“, die Lecoq als „Gesten, die nicht zum Repertoire des realen Lebens gehören“, beschreibt. Durch das Betrachten eines Gegenstandes und eine Emotion, die währenddessen entsteht, könne alles in eine Bewegung umgewandelt werden. Dies solle jedoch nicht mit einer bildhaften Darstellung (figuration mimée) verwechselt werden. Erreicht werden soll ein emotionaler Zugang und keine „theatralische Überhöhung“. Während der Ausbildung lerne man daher die Elemente, die sich im Inneren des Körpers befinden, nach außen zu projizieren. Die Schüler sollen in ihrem künstlerischen Schaffen eigene Bewegungen entwickeln, die aus ihrem Körper kommen (keine festgelegten Zeichen, keine Klischees verwenden). Das Ziel dabei sei das Innere zu erreichen. Zentrale Bezugspunkte für diese Arbeitsweise bieten Poesie, Malerei und Musik. Aus diesen Künsten werden Elemente wie Farben, Worte oder Klänge isoliert und in die körperlichen Dynamiken überführt. Dies nennt Lecoq „Mimodynamik“.
Die Technik der Bewegungen ist die zweite Stufe Lecoqs Pädagogik. Drei verschiedene Aspekte analysiert er in seiner Lehre: erstens die körperliche und stimmliche Vorbereitung, zweitens die dramatische Akrobatik und drittens die Analyse der Bewegungen. Während der körperlichen Vorbereitung soll jeder Teil des Körpers voneinander getrennt behandelt werden, um den „dramatischen Gehalt“ analysieren zu können. Lecoq betont, dass eine Bewegung, eine Geste, die im Theater Verwendung findet, stets begründet werden müsse. Lecoq verweist auf drei Möglichkeiten, eine Bewegung begründen zu können. Zum einen durch Andeutung (zur Pantomime zugehörend), Handlung (zur Commedia dell’arte zugehörend) und durch den inneren Zustand (zum Drama zugehörend). Darüber hinaus stehe der Schauspieler bei jeder Bewegung, die er ausübt, in einer Relation zur räumlichen Umgebung, die im Inneren Gefühle hervorbringt. Die äußere Umgebung kann folglich im Inneren aufgenommen werden und sich widerspiegeln. Zur körperlichen Vorbereitung sei es wichtig, dass sich der Schauspieler beim Mimen von Vorbildern oder von vorgefertigten Theaterformen lösen soll. Die körperliche Vorbereitung diene dazu „richtige“ Bewegungen erzielen zu können, ohne dass der Körper im Vordergrund stehe. Der Körper soll dabei lediglich als Transportmittel in der Kunst dienen.
Des Weiteren beschreibt Lecoq wiederholend, dass eine Begründung jeder Geste vorliegen muss. Eine Annäherung der Geste sei das mechanische Begreifen des Ablaufes und folglich die Erweiterung der Geste, um sie größtmöglich ausführen und ihre Grenzen erfahren zu können. Diesen Ablauf nennt Lecoq „dramatische Gymnastik“. Die Dramaturgie der Atmung wird durch eine „obere Atempause“ gelenkt mittels Assoziationen zu Bildern, während die Kontrolle der Atmung stattfindet. Die Stimme kann vom Körper nicht isoliert werden. Stimme und Geste haben nach Lecoq die gleiche Wirkung. Lecoq behauptet, dass viele Methoden, denen Schüler gelehrt werden, nichts mit Schauspiel zu tun habe, und betont die Bedeutsamkeit der Bewegung, die stärker als die Handlung selbst sei.
Die dramatische Akrobatik diene laut Lecoq im Allgemeinen dazu, dem Schauspieler größere Freiheiten beim Schauspielen durch die Techniken des akrobatischen zu gewähren. So beschreibt er sie als erste der natürlichen Bewegungen, die zum Beispiel Kinder ausführen und an sich nutzlos scheinen. Doch sind sie zwanglose Bewegungen, die wir erlernen, bevor irgendwelche sozialen Konventionen uns anderes lehren. Beginnen tut die dramatische Akrobatik mit Überschlägen und Purzelbäumen, natürliche Bewegungen die wir wirklich aus der Kindheit kennen also. Lecoq versucht also ganz von vorne anzufangen um den Schauspieler zurück zu seiner Urbewegung zu führen. Der Schwierigkeitsgrad ändert sich mit den Übungen fortwährend, das heißt, man beginnt bei kindlichen Übungen, bis man bei Salti und Fenstersprüngen angelangt ist. Lecoqs Ziel ist es hierbei, den Schauspieler von der Schwerkraft zu befreien. Mit dem akrobatischen Spiel stoße der Schauspieler demnach „an eine Grenze des dramatischen Ausdrucks“. Daher zieht sich das Training In Lecoqs Schule durch die gesamte Ausbildung.
Ein Teil der Ausbildung sei auch das Jonglieren. Auch hier beginnt der Schauspieler mit einem Ball zu üben, bis er es irgendwann mit dreien schafft und sich dann an schwierigere Gegenstände heranwagen kann. Auf das Jonglieren folgen Kämpfe. Dazu zählt Lecoq Ohrfeigen und sogar das austragen von scheinbar richtigen Kämpfen. Hierbei erwähnt er „ein wesentliches Gesetz des Theaters: Die Reaktion schafft die Aktion“. So kommen wir zur Hilfestellung. Diese bezeichne „die Begleitung und Sicherung der akrobatischen Bewegungen“, zum Beispiel eine stützende Hand im Rücken bei einem Salto, denn ein Schauspieler sollte sich nicht der Gefahr eines Sturzes aussetzen.
Bei Lecoq zählt die Analyse der Bewegungen zu den Grundlagen der Körperarbeit eines Schauspielers. Der Lecoq-Schauspieler begibt sich auf eine „Reise ins Innere“. Hierfür trainiert Lecoq mit seinen Schülern unterschiedliche Tätigkeiten wie Ziehen, Stoßen, Laufen, Springen, durch die sich in einem sensiblen Körper physische Spuren zeichnen, die Emotionen mit sich ziehen. Körper und Emotion seien somit aneinander gekoppelt. Der Schauspieler erfährt seinen eigenen Körper und erkennt, wie sich bestimmte Tätigkeiten anfühlen und inwiefern es Möglichkeiten gibt, innerhalb dieser zu variieren und Flexibilität im Spiel zu erlangen.
So erklärt er im Unterpunkt „die natürlichen Bewegungen des Lebens“, die er in drei natürliche Bewegungen unterteilt:
1. Die Wellenbewegung
2. Die umgekehrte Wellenbewegung
3. Die Entfaltung:
Die Wellenbewegung, die in Bezug auf das Maskenspiel auch als die expressive Maske bezeichnet wird, sei das Grundmuster jeglicher Bewegung. Egal welche Bewegung, sei es ein Fisch im Wasser oder ein Kind auf allen vieren, der Mensch bewege sich wellenförmig. Hierbei bilde der Boden die Basis jeglicher Wellenbewegung, welche sich dann durch den gesamten Körper ziehe und schlussendlich ihren Wirkungspunkt erreiche. Die umgekehrte Wellenbewegung, in Bezug auf das Maskenspiel auch als die Gegenmaske bekannt, habe als Basis den Kopf, ist aber im Grunde die gleiche Bewegung, wie die der Wellenbewegung. Es komme hierbei zu einer „dramatischen Andeutung“. Die Entfaltung, in Bezug auf das Maskenspiel auch als die neutrale Maske bekannt, stehe im Gleichgewicht zwischen der Wellenbewegung und der umgekehrten Wellenbewegung, und entstehe aus der Mitte heraus. Die Bewegung beginne zusammengekauert am Boden, man mache sich so klein wie möglich. Enden tue die Bewegung, indem der Darsteller sich im „aufrechten Kreuz“ befinde, er streckt also alles von sich.
Nach diesen Grundbewegungen stellt Lecoq nun noch einige Modifikationen an, um das Variationsspektrum der gelernten Bewegungen zu erweitern. Die Grundprinzipien seien hierbei: Vergrößerung und Verkleinerung um das Gleichgewicht halten zu üben und somit seine räumlichen Grenzen zu erfahren; Gleichgewicht und Atmung, welche als „die extremen Grenzen jeder Bewegung“ darstellen; Ungleichgewicht und Fortbewegung, also einem Sturz auszuweichen, körperlich sowie emotional. Lecoq folgt immer dem Weg vom großen Spiel zum nuancierten, kleinen, psychologischen Spiel. Weiterhin geht er auf das Entstehen von Haltung ein. Hierfür entwickelte Lecoq neun Haltungen ein, welche die natürliche Bewegungen vermeiden sollen, da dadurch eine künstlerische Überhöhung erleichtert werde. Hier lassen sich zudem die Modifikationen einbringen, denn wenn man eine beliebige Bewegung mit einer bestimmten Atmung zusammensetzt, kann dies je nachdem wie geatmet wird, eine unterschiedliche Bedeutung der Geste signalisieren. Lecoq bringt hier das Beispiel des Abschieds ein: “Ich stehe da und hebe einen Arm hoch, um jemandem Lebewohl zu sagen.” Wenn die Person nun bei dieser Geste einatme, entstehe ein „positives Abschiedsgefühl“.
Samy Molcho verband die Pantomime wiederum mit den Ausdrucksmitteln des Balletts und Dimitri mit denen des Clowns. Gerade letztere Verbindung erlebte durch die Fools-, Clowns- und Narren-Bewegung der späten 1970er- und beginnenden 80er-Jahre einen neuen Aufschwung, so besonders durch Jango Edwards und seine Friends Roadshow aus den Niederlanden. Während Marceau hauptsächlich als Einzelkünstler auftrat, bevorzugten etwa Ladislav Fialka in der Tschechoslowakei, Henryk Tomaszewski in Polen und Jean Soubeyran in Deutschland die Ensemblearbeit und verknüpften sie mit dem Tanztheater oder dem Schauspiel. Arkadi Raikin in der Sowjetunion ging sogar so weit, sie mit Elementen aus der Operette und dem Kabarett zu verbinden, was ihn zu einem bekannten Satiriker und Komödianten machte. Die Gruppe Mummenschanz brachte ihre Variante einer Pantomime mit Ganzkörpermasken in den 1970er-Jahren erfolgreich auf die Broadway-Bühne.

#### Grundlagen und Technik nach Jean Soubeyran
Nach der Schule von Decroux und der hier verwendeten Literatur seines Schülers Jean Soubeyran, wird die Pantomime wie ein Vortrag gestaltet, der aus Sätzen besteht und durch die Mittel von Spannung und Entspannung – „die Atmung des Mimen“ – versucht, die Zuschauer zu begeistern. Diese Sätze wiederum bestehen ebenso wie der gesprochene Vortrag aus Satzzeichen und -gliedern, die zueinander in Beziehung stehen müssen, um verständlich zu sein, und haben einen Anfang und ein Ende. Die sogenannten „Tocs“ dienen dazu, einen pantomimischen Satz oder ein Satzelement einzuleiten oder als „Schluss-Toc“ eine Aktion abzuschließen, wobei letztere durch ein Auftreten der Ferse oder der Fußspitzen als so genannter „Stoß“ auch hörbar sein können. Die zeitweilig auch als Pantomimin aufgetretene Brigitte Soubeyran definiert den Toc so: „Der Toc ist ein Punkt, der innerhalb eines Bewegungsablaufes eine neue Phase einleitet.“ Zusätzlich wird jede Gestik auf ein Minimum an Bewegung reduziert und jeder mimische Ausdruck auf das Einfachste, um sie dadurch „klarer“ zu machen.
Diese Gestaltung verlangt vom Pantomimen oder von der Pantomimin einen hohen körperlichen Trainingsaufwand. Es werden viele gymnastische sogenannte „Separationsübungen“ angewendet, um jeden einzelnen Körperteil (fast könnte man sagen: jeden Muskel) unabhängig voneinander und auch gegeneinander bewegen zu können. Zusätzlich wird während der Ausbildung auf den Gebieten der „Erschaffung der Zeit und des Raumes“, des Umgangs mit fiktiven Gegenständen, der Darstellung der Gemütsbewegungen und der „dramatischen Improvisation“ in Einzel- oder Gruppenimprovisationen sowie der sogenannten „geometrischen Pantomime“ gearbeitet.
Ausgangspunkt letzteren Schwerpunkts, die das Ziel hat, den „Körper in allen Stellungen im Gleichgewicht zu halten“ und „keinerlei Ungenauigkeit im Stil, keinerlei Erschlaffung bei der Ausführung“ zuzulassen, ist die Stellung „Neutral“, die je nach „Schule“ variiert: leicht angewinkelte Füße, die hüftbreit voneinander entfernt stehen, die Wirbelsäule bis zum Kopf völlig gerade, Arme und Schultern hängen locker und (ganz wichtig!) die Zunge klebt nicht oben am Gaumen, sondern hängt ebenso locker in der Mitte der Mundhöhle. Decroux nannte diese Stellung „Eiffelturm“, weil sie eine physiognomische Ähnlichkeit mit diesem hat. Bei der Positur „Baum“ als Ausgangspunkt berühren sich jedoch die Fersen leicht, bei der „japanischen“ Positur sind die Knie leicht durchgedrückt, sodass sie genau über den Füßen stehen, das Becken nach vorne geschoben und die Handflächen geöffnet nach vorne. Danach wird mittels der rhythmischen Elemente eines Toc oder eines sogenannten „Fondu“, einem fließenden und gleichmäßigen Übergang von einer Stellung in die nächste, an den verschiedensten Körperübungen gearbeitet.
Der Pantomime arbeitet also auf zunächst zwei unabhängig voneinander stehenden Gebieten: dem der „Körpertechnik“ und dem der „Improvisation“. Indem beide unabhängig voneinander ausgeführt werden, nähern sie sich einander an. Je weiter der Mime die körperliche Technik perfektioniert hat, ohne an sie zu denken, und je mehr er im Bereich der Improvisationsübungen seine Fähigkeiten und Möglichkeiten des Ausdrucks erweitert hat, umso mehr verbinden sich diese beiden widersprüchlich erscheinenden Gebiete zu einer Einheit, die schließlich einen großen Teil des „Spiels“ des Mimen ausmacht, der nun ein athlète affectif, ein „empfindungsfähiger Athlet“ (Barrault) geworden ist.

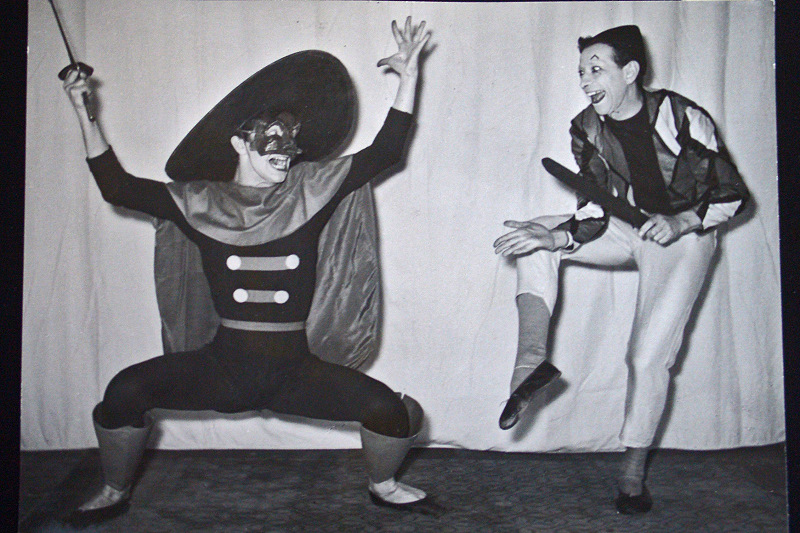
Jean Soubeyran als Harlequin in „Im Zirkus“, Pantomime, 1950er-Jahre

Ein letzter, doch nicht minder wichtiger Punkt für den Pantomimen ist die Arbeit mit der „Maske“, die wie überall im Bereich Theater, Film oder Fernsehen nicht ausschließlich als eine aufgesetzte, plastische zu verstehen ist. Diese hat die Funktion, eine Distanz zwischen dem Mimen und dem Publikum zu schaffen. Soubeyran schrieb dazu:

„Dadurch, dass der Mime sein menschliches Gesicht verliert, entfernt und vergrößert er sich für das Publikum […] Beim Menschen mit unbedecktem Gesicht wird der Blick des Betrachters immer von dessen Bild angezogen, der Körper ist dabei von sekundärer Bedeutung. Das verborgene Gesicht hingegen integriert vollständig im Körper, es verschwindet und bringt dadurch den Kopf zur Geltung. Der Kopf erhält jetzt eine viel größere Wichtigkeit, er muss das Gesicht ersetzen.“

Erst die Perfektion in allen diesen Bereichen macht Pantomime zur Kunst und unterscheidet sie von Laiendarbietungen. So wird, als Beispiel, nie eine Hand zum Ohr geführt, um zu zeigen, dass etwas gehört wird, sondern der Kopf waagerecht (wie auf einer Schiene) langsam in die Richtung des (vermeintlichen) Geräusches geschoben, ohne die Schultern dabei zu bewegen und „mitzuziehen“ oder den Gesichtsausdruck anzuspannen. Das von Laien gerne gebrachte „Abtasten von Wänden“ ist daher nicht wie bei diesen ein „Patschen in die Luft“, sondern durch Muskel- und Sehnen-An- und -entspannung der Finger und Hände ein fast „wirkliches“ Abtasten von Wänden, bei dem man die Wand geradezu zu sehen glaubt.
Jean Soubeyran schrieb dazu:

„Die Pantomime ist unablässiges Erschaffen und, wie alle Schöpfung, ein Kampf. Das Objekt, das ich schaffen will, zwingt meinem Körper seine Eigenart auf. Mein Körper, dadurch zum Diener des Objekts geworden, gibt diesem wiederum das Leben. Der Körper des Mimen ist dem Objekt unterworfen, das er selber schafft.“

„Wenn ich meine Hand an eine wirkliche Wand lege, besteht natürlich dieser Zwang, eine Fläche zu wahren, nicht. Durch ihre untätige Materie schreibt die Wand auf ganz natürliche Weise meiner Hand ihre Haltung vor, die, passiv, keine Anstrengung zu machen braucht. Dagegen schafft der Mime zusammen mit der fiktiven Wand nicht nur die Fläche der Wand, sondern auch deren passive Kraft. Die Muskeln der Handgelenke und der Hände führen eine harte Arbeit aus…“

### Aktuelle Situation

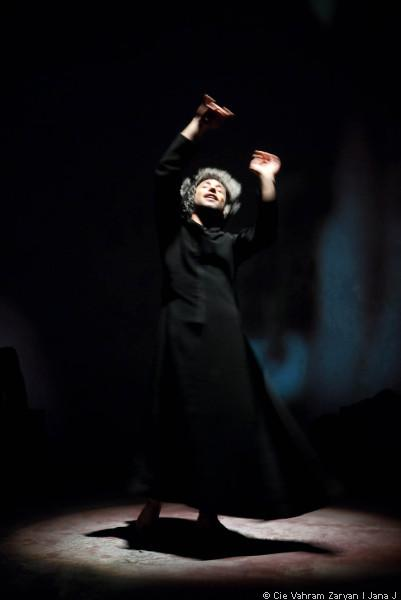
Vahram Zaryan, zeitgenössischer Pantomime

Trotz der Bemühungen um eine „reine“ Pantomime ist der Begriff noch heute sehr weit reichend, und der Übergang zu Tanztheater oder Performance ist fließend. Auch im Straßentheater, in Diskotheken oder im Bereich der Jugendkultur gibt es vielfältige Darbietungen, die mehr oder weniger „pantomimisch“ sind, so zum Beispiel den Breakdance, wo sogar Elemente aus der Schule Marceaus übernommen wurden. Die häufig in Fußgängerzonen auftretenden und „lebende Statuen“ darstellenden Straßenkünstler verwenden gelegentlich pantomimische Elemente wie die Reduzierung auf wesentliche Bewegungen (siehe auch unter Grundlagen und Technik).
Die Abgrenzung der klassischen Pantomime von der populären Unterhaltung, wie sie Künstler von Decroux bis Marceau demonstrierten, hat die Pantomime allerdings auch in gewisser Weise isoliert, ähnlich wie sich andere elitäre Strömungen in Theater und Musik isoliert haben, die aus den Avantgarden zu Beginn des 20. Jahrhunderts hervorgegangen sind. Ein freiwilliger Verzicht auf gesprochene Sprache wirkt weniger attraktiv als ein erzwungener, der sich einst aus Zensurvorschriften, aus dem Fehlen des Tons beim Stummfilm oder aus der nahezu undurchdringlichen Lautstärke von Jahrmärkten und Musikveranstaltungen ergab. Schaffte es der berühmte Marceau zwar noch, riesige Säle zu füllen, so finden viele zeitgenössische Pantomimen immer weniger Auftrittsmöglichkeiten. Es scheint so, als ob die im Stillen dargebrachte „stille Kunst“ (L’Art du silence, Marceau) zu still ist.

## Weitere vorher nicht genannte berühmte Pantomimen
- Walter Samuel Bartussek
- Kurt Eisenblätter
- Eberhard Kube, der bekannteste Pantomime der DDR
- Marcel Marceau (bekannt als Bip)
- Oleg Popow (auch Clown)
- Milan Sládek (auch Regisseur)
- Pan Tau (gespielt vom Schauspieler Otto Šimánek)
- Clement de Wroblewsky (Clown Clemil)

## Zeitgenössische Pantomimen
- Stanisław Brzozowski
- Damir Dantes
- Mehmet Fıstık
- Anke Gerber
- Ulrich Gottlieb
- Ingrid Irrlicht
- JOMI
- Carlos Martínez
- Irshad Panjatan

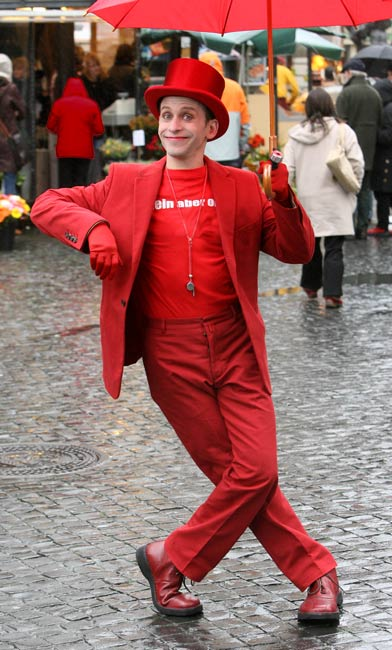
Pablo Zibes

- René Quellet, solo und als Partner von Franz Hohler
- Massimo Rocchi
- Andrew Vanoni
- Vahram Zaryan
- Pablo Zibes